# 余小惠
余小惠（1949年—），上海人，籍贯江苏扬州，中国共产党党员，中国作家协会成员，毕业于天津师范大学，1991年因《都市风流》（与丈夫孙力合著）荣获第三届茅盾文学奖。

## 生平
1949年，余小惠出生在上海市。
1968年，余小惠到黑龙江生产建设兵团插队劳动。
1974年，余小惠从天津师范大学毕业，之后担任天津工艺美术学院、天津中医学院教师。
1981年，余小惠开始发表作品。
1991年，余小惠加入中国作家协会。

## 作品

### 长篇小说
- 《都市风流》（与丈夫孙力合著）[2]1989年12月浙江文艺出版社
- 《但愿人长久》（与丈夫孙力合著）1986年花山文艺出版社，天津市第四届鲁迅文学奖

### 中短篇小说集
《枣花蜜》（与丈夫孙力合著），

### 电影电视文学剧本
《走向冰川》《真诚》《观世音传》

### 其他
以及散文、报告文学等多种作品。

## 奖项
- 1991年，《都市风流》荣获第三届茅盾文学奖。[2]

## 家庭
余小惠的丈夫孙力也是小说家，两人合著了《都市风流》、《但愿人长久》等小说。